# Cuando me enamoro
«Cuando Me Enamoro» (рус. Когда я влюбляюсь) — дуэт испанского певца Энрике Иглесиаса и доминиканца Хуана Луиса Герры, который был выпущен в конце апреля 2010 на лейбле «Universal». Песня стала первым синглом из альбома Иглесиаса «Euphoria», который вышел 6 июля 2010 года. Также песня станет заглавной песней для мексиканского сериала с таким же названием. Последний раз песня Иглесиаса становилась саундтреком к сериалу в 1998 году — «Nunca Te Olvidaré».

## Список композиций
| №  | Название            | Автор(ы)                       | Длительность |
| -- | ------------------- | ------------------------------ | ------------ |
| 1. | «Cuando Me Enamoro» | Энрике Иглесиас, Десебер Буено | 3:21         |

## Видеоклип
Клип был снят в колледже Святого Патрика в Джерси-Сити доминиканским режиссёром Джесси Терреро.
По сценарию Энрике и Хуан поют на школьной вечеринке, параллельно показывают кадры из истории любви двух школьников.
Полная версия видеоклипа размещена на «Vevo.com» 21 мая 2010.

## Хит-парады
Песня дебютировала на 22-м месте в «Hot Latin Songs», на 19-м в «Latin Tropical Airplay» и на 8-м в «Latin Pop Songs». В Испании трек дебютировал на 35-м месте.
| Страна (2010)                      | Лучшый результат |
| ---------------------------------- | ---------------- |
| Мексика (Monitor Latino)           | 1                |
| Испания                            | 5                |
| США Hot Latin Songs                | 1                |
| США Latin Pop Songs                | 1                |
| США Latin Tropical Airplay         | 2                |
| США Latin Rhythm Airplay Chart     | 1                |
| США Hot 100 Airplay (Radio Songs)  | 67               |
| США Billboard 200                  | 89               |
| Венесуэла (Национальный хит-парад) | 54               |
| Венесуэла (Латинский хит-парад)    | 15               |